# سوموکن
سوموکن یکی از خدایان میانرودان است. در اسطوره‌ها او را خدای رمه‌ها و کشتزارها می‌دانند.